# Onibaba
Onibaba (鬼婆 direkte oversat dæmonkvinde) (1964) er en japanesk horrorfilm instrueret af Kaneto Shindō. 
Handlingen foregår på landet i 1300-tallets Japan, hvor en kvinde (Nobuko Otowa) og hendes svigerdatter (Jitsuko Yoshimura), mens deres mænd er i krig, overlever ved at myrde forbipasserende samuraier, sælge deres rustninger og dumpe ligene i et dybt hul. Filmen bygger på en buddhistisk parabel.